# Zaniac
Zaniac was een Zeeuwse band bestaande uit Anouk van de Sande, Harrie Roelse, Sjoerd Schunselaar, Patrice Winfield en Daniel Suykerbuyk.
De muziek die Zaniac maakte was stevige popmuziek, een mix van de muzieksmaken van de verschillende bandleden. In februari 2009 maakte de band opnames in de studio van Paskal Jakobsen (BLØF) samen met Sjak Zwier, Daar nam de band haar eerste ep op bestaande uit vier nummers.
In 2013 gaf de band op hun Facebook pagina aan met andere projecten bezig te zijn, in 2016 suggereerde de band op hun Facebook pagina nog een comeback. Hierna het werd daarna stil rondom de band.

## De eerste nummers
In 2010 heeft de band de mogelijkheid gekregen om via popsport nog eens 4 nummers op te nemen, Rainy Boots, Filled with Air, Birth in the bag en Fuss. Na de finale van popsport werd de groep geselecteerd voor de Zeeuwse beloften. Hier won Zaniac de publieksprijs. In januari 2011 stond de band in Paradiso Amsterdam, ook hier won Zaniac en dat betekende een optreden in het radioprogramma KinkFM.

## Bandleden
- Zang en toetsen: Anouk van de Sande
- Drums: Harrie Roelse
- Gitaar: Sjoerd Schunselaar
- Gitaar: Patrice Winfield
- Basgitaar: Joris Doodkorte

## Zeeuwse top 40
Zaniac stond in de Zeeuwse top 40 van 2011. Voor het eerst deed de band mee aan de Zeeuwse muziekklassering, en werd meteen het hoogst genoteerd van alle nieuwkomers. Zaniac eindigde op een 10e plaats.